# Clemens XII.

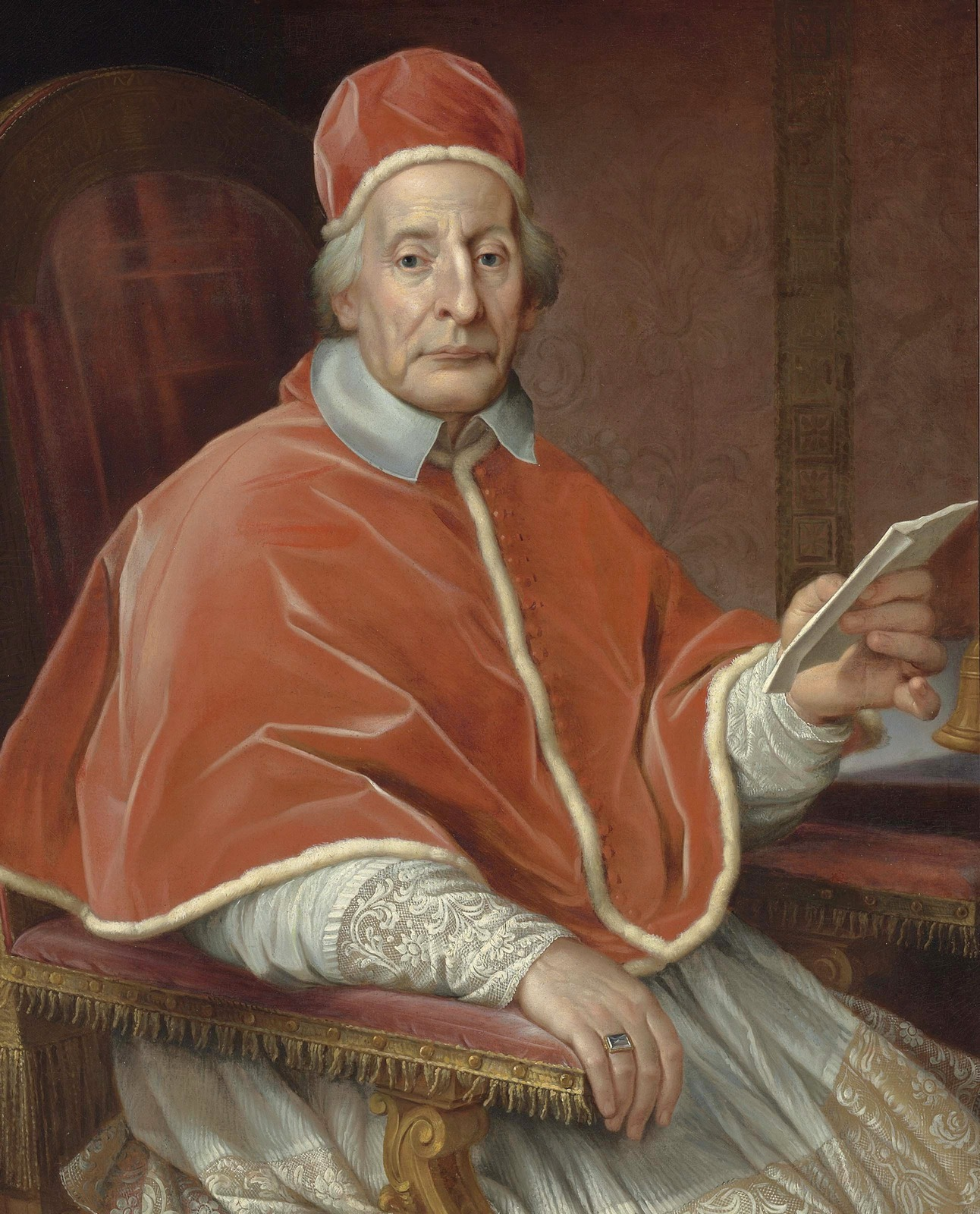
Papst Clemens XII.
Maler: Agostino Masucci

Clemens XII., eigentlich Lorenzo Corsini (* 7. April 1652 in Florenz, Großherzogtum Toskana; † 6. Februar 1740 in Rom) war von 1730 bis 1740 Papst der römisch-katholischen Kirche.

## Werdegang
Der adlige Lorenzo Corsini, dessen Mutter eine Strozzi war, wurde in die Familie Corsini aus der höchsten Schicht der Florentiner Gesellschaft hineingeboren. Er hatte einen Abschluss in Rechtswissenschaften an der Universität von Pisa erworben und prozessierte nach den Weisungen seines Onkels, des Kardinals Neri Corsini. Nach dem Tod seines Onkels und dem seines Vaters wurde Lorenzo Corsini 1685 im Alter von 33 Jahren das Familienoberhaupt der Corsini. In seiner Heimatstadt war er auch Mitglied der Accademia della Crusca.
Er legte jedoch seine Rechte als Erstgeborener ab, erwarb von Papst Innozenz XI., wie es zu seiner Zeit üblich war, für 30.000 Scudi den Rang eines Prälaten und widmete seinen Reichtum und seine Zeit der Vergrößerung der Bibliothek, die ihm sein Onkel vermacht hatte.
Als Advokat und Bankier war er für mehrere seiner Vorgänger im Pontifikat tätig. 1690 wurde er unter Alexander VIII. Titularerzbischof von Nikomedia. Unter Papst Innozenz XII. wurde er zum apostolischen Schatzmeister und 1696 zum Generalschatzmeister und Verwalter der Engelsburg ernannt. Papst Clemens XI., der Corsinis Talente schätzte, erhob ihn im Konsistorium vom 17. Mai 1706 mit 20 weiteren Würdenträgern zum Kardinal, damit er weiterhin als päpstlicher Finanzverwalter fungiere. Unter dessen Nachfolger Benedikt XIII. wurden die finanziellen Angelegenheiten der Kurie allerdings in die Hände von Kardinal Niccolò Coscia und anderen gegeben, wodurch sich die finanzielle Lage des Heiligen Stuhls erheblich verschlechterte. Am 25. Juni 1706 wurde Lorenzo Corsini als Kardinalpriester der Titelkirche Santa Susanna installiert. Benedikt XIII. setzte ihn als Präfekten des „gerechten Tribunals“ ein, der Segnatura di Giustizia, eines der zentralen Gerichtstribunale des Kirchenstaates. Er war nachfolgend der Kardinalpriester von San Pietro in Vincoli und Kardinalbischof von Frascati.
Nach dem Tod Benedikts XIII. am 21. Februar 1730 wählten die Kardinäle den 78-jährigen, fast erblindeten Lorenzo Corsini schließlich nach 129-tägiger Wahldauer am 12. Juli 1730 zum Papst.

## Politisches Wirken als Papst

Wappen Clemens’ XII. (moderne Nachzeichnung)

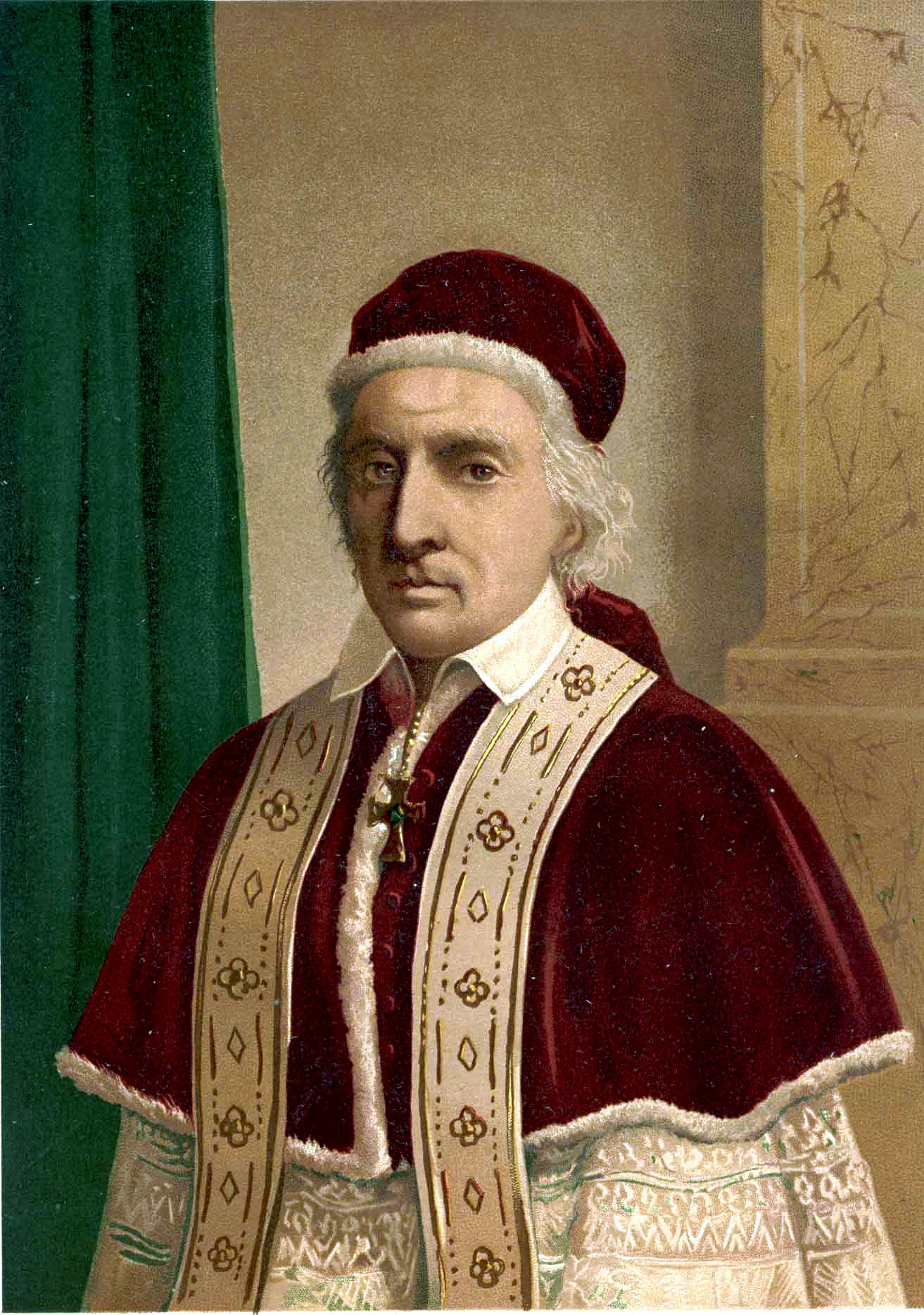
Clemens XII.

Clemens war politisch weitgehend ohnmächtig und erfolglos. Die päpstlichen Lehen Parma und Piacenza wurden, trotz Protesten, von Kaiser Karl VI. im Jahr 1731 an Don Carlos, den Infanten von Spanien, übergeben.  Clemens musste den Bourbonen letztlich als König von Neapel und Sizilien anerkennen. Ebenso scheiterte sein Versuch von 1739, die Republik San Marino dem Kirchenstaat anzugliedern.
1730 erhob er seinen Neffen Neri Maria Corsini zum Kardinal und 1731 kreierte er einen weiteren Verwandten, Giovanni Antonio Guadagni, zum Kardinal. Seit 1732 völlig erblindet und ans Bett gefesselt, von dem aus er Audienzen hielt und die Geschäfte führte, umgab er sich mit fähigen Beratern, viele von ihnen Verwandte der Corsini. Seine Familie erhielt ansonsten nur wenig Aufmerksamkeit – mit Ausnahme des Kaufes und Ausbaus des Palastes in Trastevere der Riarii, der als Palazzo Corsini (seit 1883 Sitz der Regia Accademia dei Lincei) bekannt wurde, sowie der ersten Kardinalsernennung seines Pontifikats, die seinen Neffen, knapp einen Monat nach Amtsantritt, am 14. August 1730 begünstigte.
Seine ersten Amtshandlungen als Papst galten im Übrigen der Konsolidierung der päpstlichen Finanzen. Clemens XII. verlangte Geldrückzahlungen von jenen Kurienmitgliedern, die das Vertrauen seines Vorgängers missbraucht hatten. Der Hauptangeklagte, Kardinal Niccolò Coscia, wurde schwer bestraft und zu zehn Jahren Kerkerhaft verurteilt. Mit der neuerlichen Einführung der öffentlichen Lotterie, die zuvor aufgrund schwerer moralischer Bedenken von Benedikt XIII. unterbunden worden war, wurde eine bedeutende Einnahmequelle erschlossen. Die Einkünfte aus der Lotterie beliefen sich jährlich auf etwa eine halbe Million Scudi. Sie versetzten ihn in die Lage, seine Baupläne in die Tat umzusetzen.

## Kirchliches Wirken als Papst
Nachdem Kurfürst August der Starke von Sachsen anlässlich seiner Wahl zum polnischen König katholisch geworden war, versuchte Clemens, die Sachsen zur Rückkehr in die katholische Kirche zu bewegen, indem er 1732 in der päpstlichen Bulle Sedes apostolica den Besitz der früheren Kirchengüter in Aussicht stellte.
Am 28. April 1738 erließ Clemens XII. die erste päpstliche Bulle (In eminenti apostolatus specula) gegen die Freimaurerei.
Nach der Kardinalserhebung seines Neffen Neri Corsini folgten 34 weitere, darunter jene des erst achtjährigen Luis de Borbón y Farnesio, eines spanischen Prinzen.
Er kanonisierte Vinzenz von Paul und arbeitete gegen die französischen Jansenisten. Weiter bemühte er sich um die Wiedervereinigung der römisch-katholischen und der orthodoxen Kirche, wobei es ihm gelang, den Patriarchen der Koptischen Kirche und den Armenischen Patriarchen zu überzeugen, das Anathema gegen das Konzil von Chalcedon und Leo I. aufzugeben. Giuseppe Simone Assemani schickte er in den Osten. Er sollte einerseits nach Manuskripten suchen und andererseits als Legat am Konzil der Maroniten teilnehmen.

## Päpstliche Bautätigkeiten
Bekannt wurde Clemens vor allem durch den Bau einer neuen Fassade für die Lateranbasilika und den Baubeginn am Trevi-Brunnen in Rom sowie den Kauf der Antikensammlung des Kardinals Albani für die päpstliche Galerie. Er ließ den Konstantinsbogen restaurieren und veranlasste den Neubau des Regierungspalastes, der Consulta auf dem Quirinal, den Ausbau der Straßen in Rom und jene aus der Stadt hinaus sowie die Verbreiterung des Corso.
Der prächtige Sarkophag des Lorenzo Corsini, Papst Clemens XII., befindet sich in der Lateranbasilika.